# 사카이 다다토모 (1619년)
사카이 타다토모(일본어: 酒井 忠朝 さかい ただとも[*])는 에도 시대 전기의 와카사국 오바마번의 후계자이다. 와카도시요리이며, 관위는 종5위하 비젠노카미이다.

## 생애
와카사국 오바마번 초대 번주・사카이 타다카츠의 장남으로써 태어났다. 어머니는 마츠다이라 치카요시의 딸이다. 아명은 타카히토 (隼人)였다.
간에이 8년 (1631년)에 원복, 간에이 12년 (1635년) 코쇼구미 반가시라를 시작으로, 소샤반, 와카도시요리 등을 역임했다. 다이로를 지낸 에도 막부의 중진 타다카츠의 내외가 인정하는 후계자로 막부 각료의 젊은이의 출세 육성 코스를 달렸다. 

『코지루이엔(古事類苑)』에 의하면
와카도시요리는, 로쥬 즉 토시요리에 대한 칭호로, 젊은 로쥬의 소위이며, 이 직명은 도이 토시타카, 사카이 타다토모와 같은, 다이로의 자녀로서, 아버지와 수없이 정사나 참배할 때, 와카도시요리에서 칭하는 데서 비롯된다.

若年寄トハ、老中即チ年寄ニ対スル称ニテ、若年老中ノ謂ナリ、此職名ハ、土井利隆、酒井忠朝ノ如キ、大老ノ子ニシテ、父ニ随ヒテ政事ニ参セシ時、俗ニ若年寄ト称セシニ始マレリ
라 쓰여있으며, 도이 토시카츠의 후계자로서의 토시타카, 사카이 타다카츠의 후계자로서의 타다토모는 장래의 막부를 등에 업고 나아갈 젊은 관료로서 육성되고 있었음이 전해진다 (출세도 거의 동시에 했다). 즉, 사카이가 뿐만 아니라, 막부로부터도 공개적으로 후계자로 인정받은 후의 정치활동이다. 학문은 하야시 라잔에게서 배웠다고 전해진다.

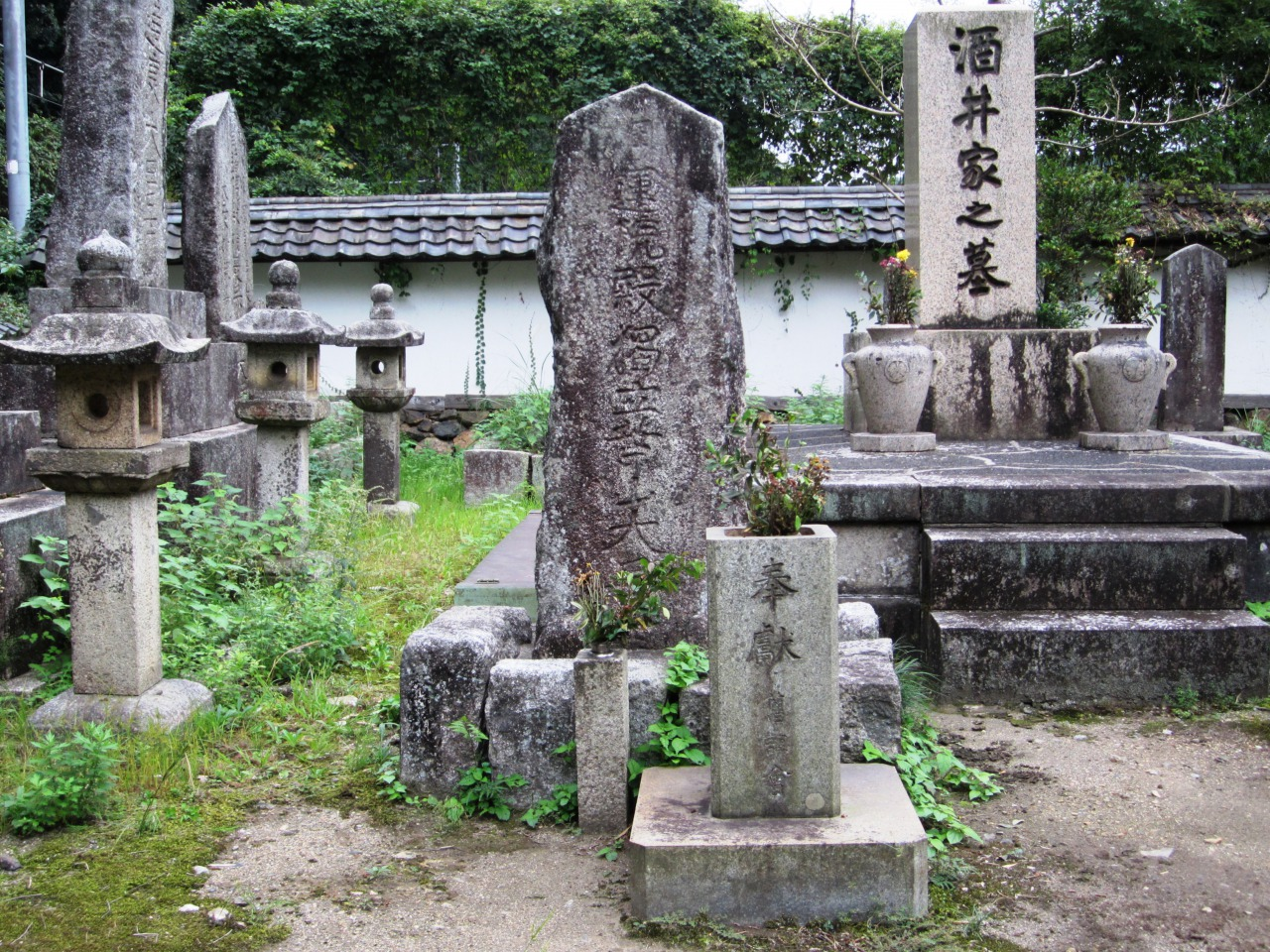
쿠인지에 있는 묘

게이안 2년 (1649년), 적자의 자리에서 폐출, 의절당했다. 적자는 막내동생인 타다나오로 바뀌었다. 폐출 및 막부 내각 추방 이유는 확실하지 않으나, 다른 각료들과의 심각한 갈등이 있었다고도 전해진다. 타다카츠의 꾸지람을 받았다는 둥, 또 타다카츠 및 사카이가 가내에서는 폐출은 본의가 아니었다고도 한다.
간분 원년 (1661년), 오바마 사카이가의 영지인 아와국 이치부무라로 옮겨, 의절은 풀리지 않은 채, 이듬해 같은 곳에서 죽었다. 시신은 아와에서 화장하여, 오바마의 사카이가의 보리사인 쿠인지에 매장되었다. 오바마번 역대 번주와 동격의 무덤이 현존하고 있다. 후에 오바마번을 이은 동생 타다나오는 타다토모의 장남 타다쿠니에게 오바마번 아와령 등으로부터 1만 석을 분지하여, 카츠야마번이 세워지고, 자손은 다이묘가 되었다.

## 계보
- 아버지 : 사카이 타다카츠 (1587년 - 1662년)
- 어머니 : 마츠다이라 치카요시의 딸
- 정실 : 오만 - 마츠다이라 사다유키의 장녀
  - 4남 : 사카이 타다쿠니
  - 7남 : 마츠다이라 사다야스
- 생모 불명의 자녀
  - 5남 : 사카이 타다오 (酒井忠雄)
  - 6남 : 노노구치 타메시게 (野々口為重)
  - 딸 : 센히메 (仙姫) - 마츠다이라 사다요리의 양녀, 마츠다이라 나오아키라의 정실
  - 딸 : 사카이 타다나오의 양녀, 카메이 마사나오의 계실
  - 딸 : 아오야마 케이히데 (青山景英)의 아내

## 사카이 타다토모가 등장한 작품

### 만화
- 요시나가 후미 『오오쿠』 (하쿠센샤)

### TV드라마
- 오오쿠 ~탄생 「아리코토ㆍ이에미츠편」 (배우 스즈키 레이나)